# Diócesis de Aguascalientes
La diócesis de Aguascalientes (en latín: Dioecesis de Aguas Calientes) es una circunscripción eclesiástica de la Iglesia católica en México. Se trata de una diócesis latina, sufragánea de la arquidiócesis de Guadalajara. Desde el 23 de diciembre de 2021 su obispo es Juan Espinoza Jiménez.

## Territorio y organización
La diócesis tiene 11 038 km² y extiende su jurisdicción sobre los fieles católicos de rito latino residentes en el estado de Aguascalientes en los municipios de: Ojuelos y Villa Hidalgo y parte de los municipios de Teocaltiche, Encarnación de Díaz y Lagos de Moreno en el estado de Jalisco; parte de los municipios de Loreto, Villa García y Pinos en el estado de Zacatecas. Forma parte de la Zona Pastoral Occidente.
La sede de la diócesis se encuentra en la ciudad de Aguascalientes, en donde se halla la Catedral basílica de Nuestra Señora de la Asunción.
En 2020 en la diócesis existían 125 parroquias. En 2018 tenía 215 misiones.

## Historia

### Antecedentes
La villa de Nuestra Señora de la Asunción de Aguascalientes fue fundada mediante cédula real el 22 de octubre de 1575. 
A principios del siglo XVII se estableció el pueblo de indios de San Marcos.
La villa era parte de la Nueva Galicia y dependía en lo eclesiástico del obispado de Guadalajara.
En 1600 se erigió la parroquia de la Asunción de Aguascalientes, que permaneció durante tres siglos. 
El seminario conciliar fue fundado en 1885, con la aprobación del arzobispo de Guadalajara, Pedro Loza y Pardavé.

### Diócesis
El 27 de agosto de 1899 el papa León XIII, mediante la bula Apostolica Sedes erigió la diócesis de Aguascalientes, como un desprendimiento de la arquidiócesis de Guadalajara. El primer obispo de la diócesis fue José María de Jesús Portugal y Serratos, quien fue elegido el 30 de mayo de 1902 y tomó posesión como tal el 29 de julio de 1902.
El 3 de diciembre de 1899, Nicolás Averardi, visitador apostólico, ejecutó la bula pontificia.
En mayo de 1990 recibió la visita del papa Juan Pablo II durante su viaje apostólico a México.

## Estadísticas
Según el Anuario Pontificio 2021 la diócesis tenía a fines de 2020 un total de 1 450 123 fieles bautizados.
| Año                                                                             | Población | Población | Población      | Sacerdotes | Sacerdotes | Sacerdotes | Católicos por sacerdote | Diáconos permanentes | Religiosos | Religiosos | Parroquias y cuasiparroquias |
| Año                                                                             | Católicos | Total     | % de católicos | Total      | Diocesanos | Regulares  | Católicos por sacerdote | Diáconos permanentes | Masculinos | Femeninos  | Parroquias y cuasiparroquias |
| ------------------------------------------------------------------------------- | --------- | --------- | -------------- | ---------- | ---------- | ---------- | ----------------------- | -------------------- | ---------- | ---------- | ---------------------------- |
| 1948                                                                            | 257 804   | 260 500   | 99.0           | 114        | 107        | 7          | 2261                    |                      | 7          | 337        | 21                           |
| 1958                                                                            | 265 000   | 266 908   | 99.3           | 145        | 134        | 11         | 1827                    |                      |            | 330        | 22                           |
| 1963                                                                            | 313 000   | 314 097   | 99.7           | 150        | 137        | 13         | 2086                    |                      | 49         | 370        | 24                           |
| 1970                                                                            | 438 936   | 440 936   | 99.5           | 150        | 136        | 14         | 2926                    |                      | 59         | 474        | 27                           |
| 1976                                                                            | 535 000   | 540 936   | 98.9           | 151        | 135        | 16         | 3543                    |                      | 42         | 535        | 33                           |
| 1980                                                                            | 549 000   | 555 000   | 98.9           | 149        | 131        | 18         | 3684                    |                      | 69         | 511        | 36                           |
| 1990                                                                            | 1 005 500 | 1 026 000 | 98.0           | 182        | 159        | 23         | 5524                    |                      | 64         | 538        | 64                           |
| 1999                                                                            | 1 452 500 | 1 475 000 | 98.5           | 253        | 211        | 42         | 5741                    |                      | 97         | 591        | 79                           |
| 2000                                                                            | 1 472 500 | 1 495 000 | 98.5           | 259        | 214        | 45         | 5685                    |                      | 99         | 595        | 79                           |
| 2001                                                                            | 1 472 500 | 1 495 000 | 98.5           | 270        | 225        | 45         | 5453                    |                      | 99         | 595        | 79                           |
| 2002                                                                            | 1 503 500 | 1 525 000 | 98.6           | 263        | 216        | 47         | 5716                    |                      | 82         | 635        | 89                           |
| 2003                                                                            | 1 527 500 | 1 550 000 | 98.5           | 267        | 220        | 47         | 5720                    |                      | 95         | 648        | 90                           |
| 2004                                                                            | 1 557 000 | 1 580 000 | 98.5           | 271        | 236        | 35         | 5745                    |                      | 68         | 655        | 94                           |
| 2006                                                                            | 1 599 000 | 1 622 000 | 98.6           | 293        | 232        | 61         | 5457                    | 1                    | 90         | 670        | 99                           |
| 2012                                                                            | 1 665 795 | 1 709 230 | 97.5           | 306        | 267        | 39         | 5443                    | 1                    | 57         | 669        | 108                          |
| 2015                                                                            | 1 687 045 | 1 732 340 | 97.4           | 310        | 270        | 40         | 5442                    | 1                    | 58         | 675        | 109                          |
| 2018                                                                            | 1 735 921 | 1 794 171 | 96.8           | 318        | 275        | 43         | 5458                    |                      | 59         | 481        | 120                          |
| 2020                                                                            | 1 450 123 | 1 547 498 | 93.7           | 357        | 319        | 38         | 4062                    |                      | 54         | 470        | 125                          |
| Fuente: Catholic-Hierarchy, que a su vez toma los datos del Anuario Pontificio. |           |           |                |            |            |            |                         |                      |            |            |                              |

## Episcopologio
| Imagen | Escudo | Nombre del titular                                | Período                                          | Fin del cargo (razón) |
|        |        | José María de Jesús Portugal y Serratos, O.F.M. † | 30 de mayo de 1902 -27 de noviembre de 1912      | Falleció              |
|        |        | Ignacio Valdespino y Díaz †                       | 10 de enero de 1913-11 de mayo de 1928           | Falleció              |
|        |        | José de Jesús López y González †                  | 20 de septiembre de 1929-11 de noviembre de 1950 | Falleció              |
|        |        | Salvador Quezada Limón †                          | 20 de octubre de 1951-28 de enero de 1984        | Retirado              |
|        |        | Rafael Muñoz Núñez †                              | 1 de junio de 1984-18 de mayo de 1998            | Renunció              |
|        |        | Ramón Godínez Flores †                            | 18 de mayo de 1998-20 de abril de 2007           | Falleció              |
|        |        | José María de la Torre Martín †                   | 31 de enero de 2008-14 de diciembre de 2020      | Falleció              |
|        |        | Juan Espinoza Jiménez                             | Desde el 23 de diciembre de 2021                 |                       |